# 辛·埃瑞巴姆
辛·埃瑞巴姆 （约公元前1842年——约公元前1841年前后在位）（英語：Sin-Eribam）阿摩利人的拉尔萨国王之一。约活动于公元前19世纪前后的美索不达米亚的拉尔萨城邦，承袭辛·伊地那姆之位。在位极为短暂，仅约两年，事迹阙如。死后由辛·伊凯沙姆继任君位。